# Spider-Man (Original Motion Picture Score)
«Spider-Man (Original Motion Picture Score)» es la banda sonora de la película Spider-Man (2002) dirigida por Sam Raimi. Fue compuesta por Danny Elfman, dirigida por Pete Anthony e interpretada por The Hollywood Studio Symphony, y lanzada el 4 de junio de 2002 por medio de Sony Music.
La partitura combina diferentes elementos musicales, principalmente la orquestación tradicional, metales, instrumentos eléctricos y percusión étnica; esta última atribuida a Elfman luego de estudiar en África su singularidad variedad percusiva.
Una versión expandida de la banda sonora sería lanzada a finales de 2022 por La-La Land Records, coincidiendo con el vigésimo aniversario de la película, bajo el nombre de «Spider-Man: 20th Anniversary Motion Picture Score».

## Composición
Para componer la banda sonora, Danny Elfman se enfocó en crear varios temas musicales para los personajes, con Peter Parker y Spider-Man teniendo dos temas musicales diferentes. Elfman elaboró el tema de Spider-Man como uno heroico, en el que hace uso principalmente de metales, pero sin el corazón de Peter Parker, cuyo tema musical posee diversas variaciones en el amor romántico (asociado con Mary Jane) y el amor fraternal (asociado con el Tío Ben y la Tía May). Danny Elfman varió ambos temas durante la mayor parte de la partitura hasta el final de la película cuándo se unen en uno solo, dónde Peter acepta su responsabilidad cómo Spider-Man.
Por otro lado, el tema del Duende Verde fue compuesto durante la escena en la que Norman Osborn (interpretado por Willem Dafoe) habla consigo frente al espejo, antes de saber que él es el Duende. Según Elfman, fue el tono retorcido de la escena lo que lo llevó a crear el tema cómo uno errático que refleja las dudas y contradicciones del villano. En el detrás de escenas de la película, Danny Elfman habló sobre lo complejo que fue el proceso de composición de la partitura para la película:

«Al principio es como un gran rompecabezas, y estoy tratando de resolverlo hasta que tenga esas piezas principales del rompecabezas en su lugar, no puedo hacer todas las piezas pequeñas y esas piezas principales son mis temas, y cómo van a funcionar esos temas, así que abordamos tres o cuatro grandes escenas. Entonces, en Spider-Man, elijo una escena heroica en la que el Hombre-Araña vuela hacia los edificios por primera vez, elijo una escena con el Duende y busco asegurarme de que su tema pueda sonar un poco diferente, elijo una escena romántica con Peter Parker y MJ, tal vez la primera vez que se besan, tal vez algo incluso un poco más sutil que eso. Y tomo esas escenas y luego, cuando sienta que realmente las tengo claras, regreso desde el principio y simplemente voy escena por escena, elaborando la partitura de toda la película; pero es un rompecabezas tan grande que tengo que saberlo, asegurarme de tener todos mis elementos realmente ahí.»
Danny Elfman

El protagonista de la película, Tobey Maguire, expresó su admiración por Danny Elfman y cómo se mantenía determinante durante el proceso de composición:

«Creo que Danny es uno de los tipos más talentosos haciendo lo que hace. Sam quería hacer el rodaje divertido y emocionante y darte puntos de vista que no viste antes en la película, pero sin que notes la cámara; y siento que Danny hace algo así con su partitura. No siento que me distraiga ni le preste tanta atención, lo cual creo que es un gran cumplido para la música, pero realmente se adapta a la imagen y funciona como una pieza, está bien construida. Puedo escucharla sin la película y aún así conmoverme.»
Tobey Maguire

## Relanzamiento
En conmemoración del vigésimo aniversario del estreno de Spider-Man, el sello discográfico La-La Land Records anunció que lanzaría una versión expandida de la banda sonora compuesta por Danny Elfman, bajo el nombre de «Spider-Man (20th Anniversary Motion Picture Score)». Publicada el 29 de noviembre de 2022 cómo una edición limitada de 3 discos, el álbum incluye la partitura original de Elfman lanzada previamente en el año 2002 junto a dos bonus tracks, así cómo todos los temas y pasajes que aparecen en la película, incluyendo composiciones alternativas a las vistas en la cita.
Simultáneamente, Sony Music anunció que la partitura sería editada y lanzada en vinilo el 16 de diciembre de 2022. A diferencia de la versión expandida, el lanzamiento en vinilo incluye únicamente la partitura de Elfman publicada previamente; además de ser promocionado en tres ediciones: Estándar, Plata y Oro.

## Lista de canciones
| Spider-Man (Original Motion Picture Score): Edición Estándar |                         |          |  |
| N.º                                                          | Título                  | Duración |  |
| 1.                                                           | «Main Titles»           | 3:30     |  |
| 2.                                                           | «Transformations»       | 3:31     |  |
| 3.                                                           | «Costume Montage»       | 1:19     |  |
| 4.                                                           | «Revenge»               | 6:13     |  |
| 5.                                                           | «First Web»             | 0:56     |  |
| 6.                                                           | «Something's Different» | 1:17     |  |
| 7.                                                           | «City Montage»          | 1:50     |  |
| 8.                                                           | «Alone»                 | 1:37     |  |
| 9.                                                           | «Parade Attack»         | 3:54     |  |
| 10.                                                          | «Specter of the Goblin» | 3:47     |  |
| 11.                                                          | «Revelation»            | 2:32     |  |
| 12.                                                          | «Getting Through»       | 2:05     |  |
| 13.                                                          | «Final Confrontation»   | 7:19     |  |
| 14.                                                          | «Farewell»              | 3:11     |  |
| 15.                                                          | «End Credits»           | 1:54     |  |
| 44:55                                                        |                         |          |  |

### Edición del Vigésimo Aniversario
CD: Spider-Man (20th Anniversary Motion Picture Score)
| Disco 1: Original Score Album |                               |          |  |
| N.º                           | Título                        | Duración |  |
| 1.                            | «Main Titles»                 | 3:29     |  |
| 2.                            | «Transformations»             | 3:32     |  |
| 3.                            | «Costume Montage»             | 1:19     |  |
| 4.                            | «Revenge»                     | 6:13     |  |
| 5.                            | «First Web»                   | 0:57     |  |
| 6.                            | «Something's Different»       | 1:17     |  |
| 7.                            | «City Montage»                | 1:50     |  |
| 8.                            | «Alone»                       | 1:38     |  |
| 9.                            | «Parade Attack»               | 3:54     |  |
| 10.                           | «Specter of the Goblin»       | 3:48     |  |
| 11.                           | «Revelation»                  | 2:32     |  |
| 12.                           | «Getting Through»             | 2:05     |  |
| 13.                           | «Final Confrontation»         | 7:20     |  |
| 14.                           | «Farewell»                    | 3:11     |  |
| 15.                           | «End Credits»                 | 1:52     |  |
| 16.                           | «Main Titles» (Album Version) | 3:41     |  |
| 17.                           | «Farewell» (Album Version)    | 4:43     |  |
| 53:30                         |                               |          |  |

| Disco 2: Score Presentation |                                          |          |  |
| N.º                         | Título                                   | Duración |  |
| 1.                          | «Main Titles» (Album Version)            | 3:41     |  |
| 2.                          | «On the Bus»                             | 0:40     |  |
| 3.                          | «Spider Bite / Deadlines»                | 2:25     |  |
| 4.                          | «Transformations» (Film Version)         | 3:50     |  |
| 5.                          | «A New Man»                              | 1:37     |  |
| 6.                          | «Something's Different»                  | 1:21     |  |
| 7.                          | «First Web»                              | 1:00     |  |
| 8.                          | «New Powers»                             | 2:13     |  |
| 9.                          | «Web Slinger»                            | 1:18     |  |
| 10.                         | «Backyard Connection»                    | 2:12     |  |
| 11.                         | «Costume Montage / Web Practice»         | 1:57     |  |
| 12.                         | «Harsh Words / Peter Wins»               | 0:57     |  |
| 13.                         | «Revenge» (Film Version)                 | 6:53     |  |
| 14.                         | «Enter the Goblin»                       | 0:20     |  |
| 15.                         | «Alone»                                  | 1:38     |  |
| 16.                         | «City Montage» (Extended Version)        | 1:59     |  |
| 17.                         | «Moondance / Photography / City Stinger» | 1:42     |  |
| 18.                         | «Norman Gets the Boot / Spidey-Sense»    | 0:40     |  |
| 19.                         | «Parade Attack» (Film Version)           | 5:07     |  |
| 20.                         | «Specter of the Goblin» (Film Version)   | 2:20     |  |
| 21.                         | «Roof Chat»                              | 3:05     |  |
| 22.                         | «Hint / Trouble / Kiss»                  | 3:21     |  |
| 23.                         | «Fire»                                   | 2:51     |  |
| 24.                         | «Drop of Blood»                          | 0:50     |  |
| 54:34                       |                                          |          |  |

| Disco 3: Score Presentation Continued |                                  |          |  |
| N.º                                   | Título                           | Duración |  |
| 1.                                    | «The Clue»                       | 1:12     |  |
| 2.                                    | «Norman's Troubles»              | 1:30     |  |
| 3.                                    | «The Revelation»                 | 1:10     |  |
| 4.                                    | «Getting Through» (Film Version) | 2:13     |  |
| 5.                                    | «Father and Son»                 | 0:20     |  |
| 6.                                    | «Danger / On the Bridge»         | 1:51     |  |
| 7.                                    | «To the Rescue»                  | 4:45     |  |
| 8.                                    | «The Final Confrontation»        | 4:18     |  |
| 9.                                    | «Farewell» (Album Version)       | 4:43     |  |
| 10.                                   | «End Credits» (Extended Version) | 1:53     |  |
| 24:16                                 |                                  |          |  |

| Disco 3: Additional Music |                                                    |          |  |
| N.º                       | Título                                             | Duración |  |
| 11.                       | «New Powers» (With Alternate Ending)               | 2:10     |  |
| 12.                       | «Backyard Connection» (Alternate)                  | 2:41     |  |
| 13.                       | «Costume Montage / Web Practice» (Alternate)       | 1:45     |  |
| 14.                       | «Revenge» (With Alternate Opening)                 | 7:12     |  |
| 15.                       | «Parade Attack» (With Alternate Section)           | 5:07     |  |
| 16.                       | «Specter of the Goblin» (With Alternate Opening)   | 2:09     |  |
| 17.                       | «Fire» (With Alternate Section)                    | 2:51     |  |
| 18.                       | «Norman's Troubles» (Alternate)                    | 2:04     |  |
| 19.                       | «Getting Through» (Alternate)                      | 2:14     |  |
| 20.                       | «To the Rescue» (With Alternate Section)           | 4:43     |  |
| 21.                       | «The Final Confrontation» (With Alternate Opening) | 4:21     |  |
| 37:32                     |                                                    |          |  |

## Créditos
Adaptados del booklet de «Spider-Man (Original Motion Picture Score)».
- Música Compuesta por Danny Elfman.
- Interpretada por The Hollywood Studio Symphony.
- Publicada por Colpix Music, Inc. (BMI) administrado por Sony/ATV Songs, LLC (BMI).
- Álbum Producido por Ellen Segal y Danny Elfman.
- Partitura Conducida por Pete Anthony.
- Supervisor de Orquesta: Steve Bartek.
- Orquestaciones por Steve Bartek, Mark McKenzie, Edgardo Simone y David Slonaker.
- Orquestaciones Adicionales por Marc Mann
- Partitura Grabada y Mezclada por Dennis Sands.
- Editor Musical: Ellen Segal.
- Asistente de Editor Musical: Ramiro Belgart.
- Supervisor MIDI y Preparación por Marc Mann.
- Soporte Tecnológico por Noah Snyder.
- Preparación Musical por Julian Bratolyubov.
- Preparación Musical Adicional por Ron Vermillion.
- Contratista de Orquesta por The Music Team y Debbi Datz-Pyle.
- Partitura Grabada en “Scoring Stage” (en Sony Pictures).
- Partitura Mezclada en “Eastwood Scoring Stage” (en Warner Bros.).

℗ 2002 Sony Music Entertainment, Inc.

## Listas de Popularidad
| Lista (2002)                                      | Máxima posición |
| ------------------------------------------------- | --------------- |
| Canadá (Billboard Canadian Albums)                | 1               |
| Estados Unidos (US Soundtrack Albums) (Billboard) | 2               |
| Japón (Billboard Japan Hot 100)                   | 6               |
| Nueva Zelanda (RMNZ)                              | 3               |
| Reino Unido (UK Albums Chart)                     | 1               |

## Certificaciones
| País (Organismo certificador) | Certificaciones | Ventas certificadas |
| ----------------------------- | --------------- | ------------------- |
| Nueva Zelanda (RIANZ)         | Platino         | 210 000             |
| Canadá (CRIA)                 | Platino         | 240 000             |
| Estados Unidos (RIAA)         | Platino         | 3 000               |
| Japón (RIAJ)                  | Platino         | 750 000             |
| Reino Unido (BPI)             | Platino         | 1 200 000           |